# Wirft
Wirft – miejscowość i gmina w Niemczech, w kraju związkowym Nadrenia-Palatynat, w powiecie Ahrweiler, wchodzi w skład gminy związkowej Adenau.